# Kees Rijvers
Cornelius "Kees" Rijvers (ur. 27 maja 1926 w Bredzie, zm. 4 marca 2024) – holenderski piłkarz i trener piłkarski. 

## Kariera
W reprezentacji Holandii rozegrał 33 mecze; był zawodnikiem m.in. Feyenoordu i AS Saint-Etienne, z którym zdobył mistrzostwo i Puchar Francji. Po zakończeniu kariery sportowej pracował jako szkoleniowiec. Przez osiem lat był trenerem PSV Eindhoven. W tym czasie klub trzykrotnie wygrał rozgrywki ligowe i raz - w 1978 roku - triumfował w Pucharze UEFA. Od 1981 do 1984 roku Rijvers był selekcjonerem reprezentacji Holandii.

## Sukcesy piłkarskie
- mistrzostwo Francji 1957 i Puchar Francji 1962 z AS Saint-Etienne

W reprezentacji Holandii od 1946 do 1962 roku rozegrał 33 mecze i strzelił 10 goli.

## Sukcesy szkoleniowe
- mistrzostwo Holandii 1975, 1976 i 1978, Puchar Holandii 1974 i 1976 oraz Puchar UEFA 1978 z PSV Eindhoven